# Margaret Urlich
Margaret Urlich (ur. 24 stycznia 1965 w Auckland, zm. 22 sierpnia 2022 w Southern Highlands) – nowozelandzka piosenkarka, laureatka nagrody ARIA.

## Biografia
Margaret Mary Urlich rozpoczęła karierę jako wokalistka nowofalowej grupy Peking Man ze swoim bratem Patem, Timem Calderem, Perrym Marshallem, Janem Foulkesem, Nevillem Hallem, Johnem Fearonem i Jayem F-bulą. Peking Man wygrał Shazam 1984! Battle of The Bands (popowy program TVNZ) i miał kilka przebojów w Nowej Zelandii, „Good Luck to You”, które dotarły do nr 6, „Lift Your Head Up High”, osiągając nr 21 i numer jeden: „Pokój, który odbija się echem” w 1985 roku.
Później była członkinią dziewczęcej grupy pop w Nowej Zelandii o nazwie When The Cat's Away. Urlich przeprowadziła się do Australii pod koniec lat 80 i wydała swój debiutancki album „Safety in Numbers” w 1989 roku. Album osiągnął 4 miejsce na listach albumów w Nowej Zelandii i 5 na australijskich listach albumów. Album zdobył potrójną platynę w Australii.
Urlich zdobył nagrodę ARIA w 1991 roku w kategorii „Najlepszy przełomowy artysta”.
Urlich przeniosła się do Sydney w 1988 roku, aby kontynuować karierę wokalną. Jej debiutancki solowy album Safety in Numbers, wydany w 1989 roku, odniósł ogromny sukces i zdobył nagrodę „Breakthrough Artist – Album” na rozdaniu ARIA Awards w 1991 roku. Jej następny album, Chameleon Dreams, również odniósł sukces, gdy ukazał się w 1992 roku. Urlich odniosła sukces, sprzedając ponad 400 000 albumów w swojej karierze, co plasuje ją jako jedną z najbardziej utytułowanych artystek nagrywających w Nowej Zelandii. Jest kuzynką innego piosenkarza z Nowej Zelandii, Petera Urlicha.
Po dwóch i pół roku zmagań z rakiem, Margaret Urlich zmarła 22 sierpnia 2022 roku, w wieku 57 lat, otoczona przez rodzinę w swoim domu w Southern Highlands.